# Macropsis prasinus
Macropsis prasinus är en insektsart som beskrevs av Karl Henrik Boheman 1852. Macropsis prasinus ingår i släktet Macropsis och familjen dvärgstritar. Inga underarter finns listade i Catalogue of Life.